# Pointe-Noire
Pointe-Noire város a Kongói Köztársaság délnyugati részén, az Atlanti-óceán partján. Lakossága 750 ezer fő volt 2007-ben, ezzel a Kongói Köztársaság 2. legnagyobb városa.
Az ország legfontosabb kikötője, és a Brazzavilléből induló vasút végállomása. A vasutat 1939-ben nyitották meg, és a város gyors fejlődésnek indult. 1950-től 1958-ig Francia Egyenlítői-Afrika Közép-Kongó területének székhelye volt.
A kikötő hatalmas forgalmat bonyolít le. Fő kiviteli termékei: gyapot, kókusz, keményfa, különböző ásványok, gumi, pálmatermékek. Saját kereskedelmén túl a kikötő bonyolítja le Csád, a Közép-afrikai Köztársaság és Gabon külkereskedelmét is. A partvidéki kőolaj kivitele a közeli Riviére Ronge kikötőjén keresztül zajlik. 
A kulturális élet magva a Francia Kulturális Központ. 